# Жилинский, Осип Андреевич
Осип Андреевич Жилинский (?—1810) — русский военачальник, генерал-майор.

## Биография
Дата рождения и вступления в военную службу неизвестны.
В чин генерал-майора Жилинский был произведен 24 мая 1807 года. Назначен шефом Лифляндского драгунского полка 27 июня 1807 года.
Умер 25 февраля 1810 года и был исключён из списков полка умершим.

## Награды
- Награждён орденом Св. Георгия 4-й степени (№ 1833; 26 ноября 1807).
- Также награждён другими орденами Российской империи.